# فتيات مع أسلحة

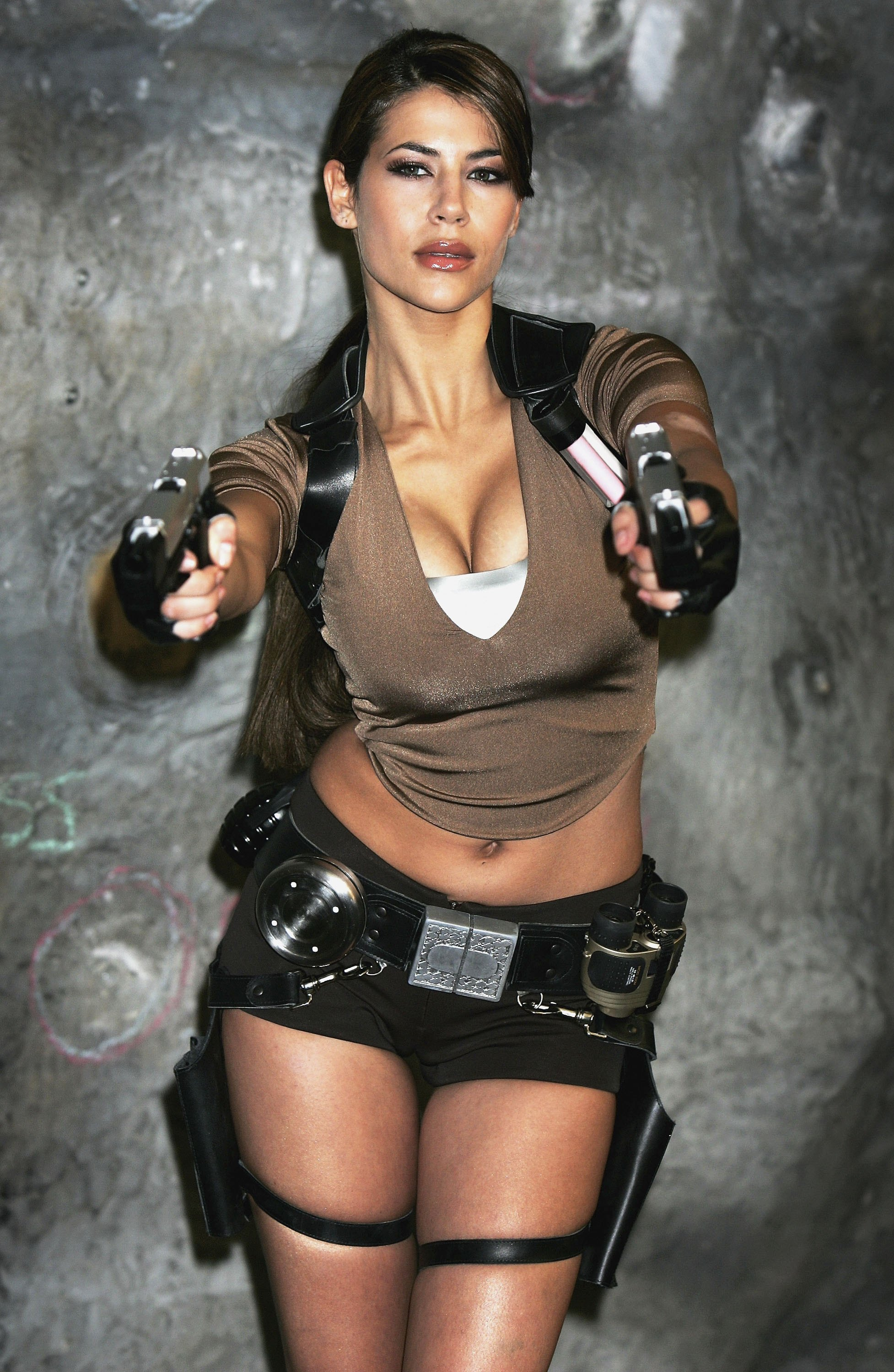
كريمة أديبيبي - مدينة المشاهير

فتيات مع أسلحة نوع من أنواع أفلام الأكشن والرسوم المتحركة (عادة الأفلام الاسيوية والأنمي) التي يكون فيها بطل القصة أناث يستخدمن الأسلحة للدفاع أو الهجوم على الخصوم. ويتضمن عادة ألعاب بهلوانية وفنون قتالية.

## الأفلام
يعتبر فيلم 1985 Yes Madam للمخرج كوري یوئن وبطولة ميشيل يوه وسینتیا روتراك، أول فيلم فتيات مع أسلحة.